# The Virtuous Thief
Pour plus de détails, voir Fiche technique et Distribution.
The Virtuous Thief est un film muet américain réalisé par Fred Niblo et sorti en 1919.

## Fiche technique
- Titre : The Virtuous Thief
- Réalisation : Fred Niblo
- Scénario : C. Gardner Sullivan, d'après sa nouvelle
- Chef opérateur : George Barnes
- Direction artistique : C. Tracy Hoag
- Distribution : Famous Players-Lasky Corporation, Paramount Pictures
- Genre : Film dramatique
- Dates de sortie :
  - États-Unis : 10 août 1919

## Distribution
- Enid Bennett : Shirley Armitage
- Niles Welch : Bobbie Baker
- Lloyd Hughes : Dick Armitage
- Willis Marks : Major Jefferson Armitage
- William Conklin : Walter Haskell
- Dorcas Matthews (en) : Mrs Haskell
- Lucille Young : Amie Renault
- Andrew Robson : le capitaine de police